# Cooperativa la Constància
La Cooperativa la Constància, o Cooperativa Padró-Solanet, és un monument del municipi de Cerdanyola del Vallès (Vallès Occidental) inclòs en l'Inventari del Patrimoni Arquitectònic de Catalunya.

## Descripció

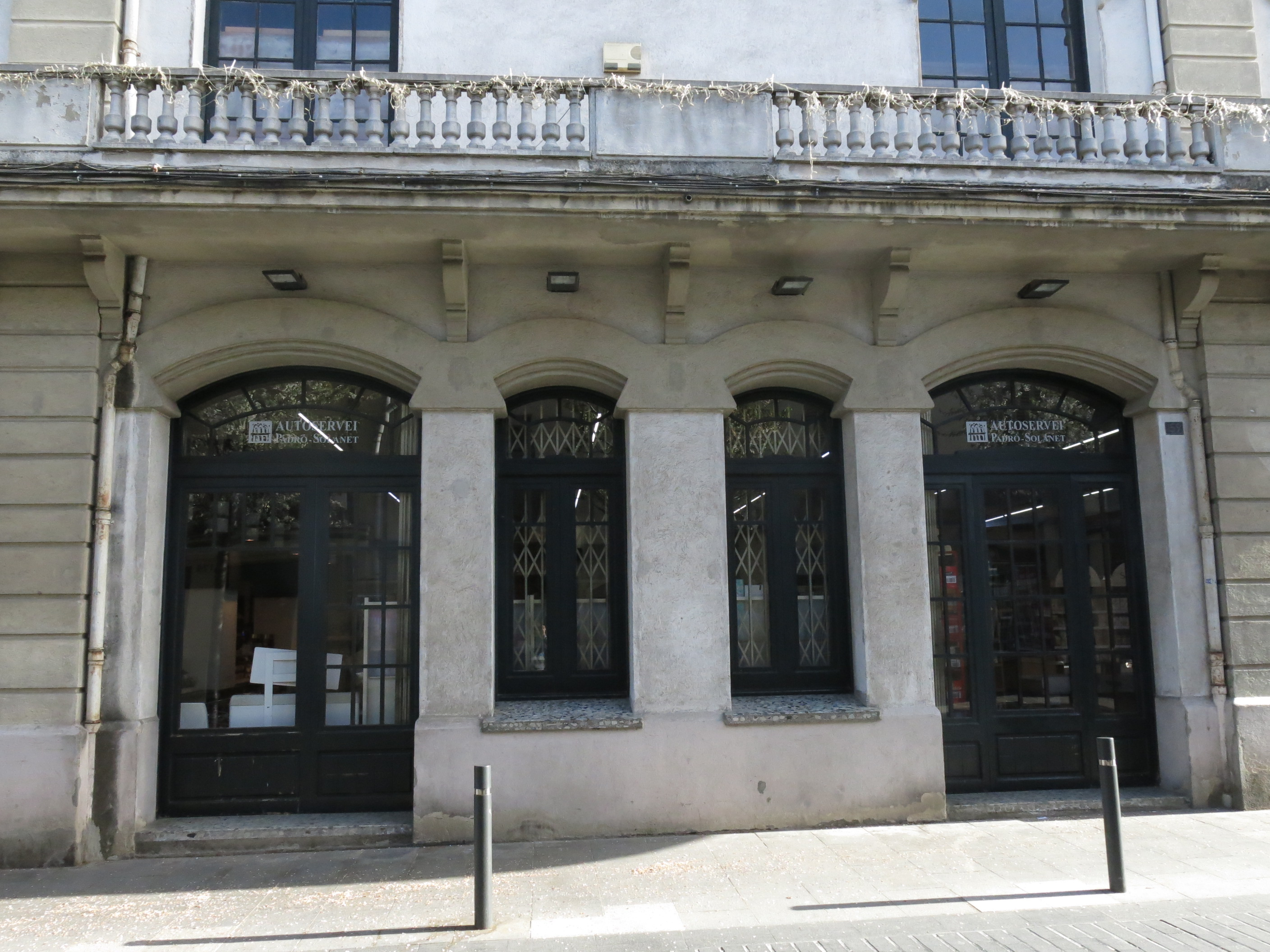
Detall dels baixos

Edifici de planta baixa i pis, situat a la cantonada dels carrer Sant Ramon i Santa Maria, amb coberta de teula a dues vessants. La façana principal, al carrer de Sant Ramon, està dividida compositivament en tres cossos amb una distribució simètrica de les obertures. A la planta baixa, que mostra una alteració a la banda esquerra, les obertures originals són d'arc escarser, amb emmarcament motllurat senzill. Hi ha cartel·les de sosteniment d'un balcó, del primer pis, que ha perdut la barana. Les obertures del primer pis són també d'arc d'escarser, però amb guardapols decoratiu. El coronament de l'edifici és sinuós, amb esferes de culminació de les pilastres que indiquen la separació dels tres cossos.

## Història
Edifici bastit al "barri de Dalt", primer nucli urbanitzat a la vil·la durant el segle xix. Va ser construït com a seu de la "Cooperativa Agrícola i de Consum La Constància", organització fundada l'any 1909. A la planta baixa hi havia cafè i botiga de queviures, i el pis era destinat a sala de teatre i ball. L'any 1922 es va introduir una biblioteca.
Després del 1939 va passar a ser propietat de Domènec Padró. L'any 1963 s'hi van realitzar obres de reforma i en l'actualitat, molt modificat, l'edifici s'utilitza com a supermercat, magatzem i habitatge.